# Bataille de Bayou Fourche
Pour les articles homonymes, voir Fourche (homonymie).

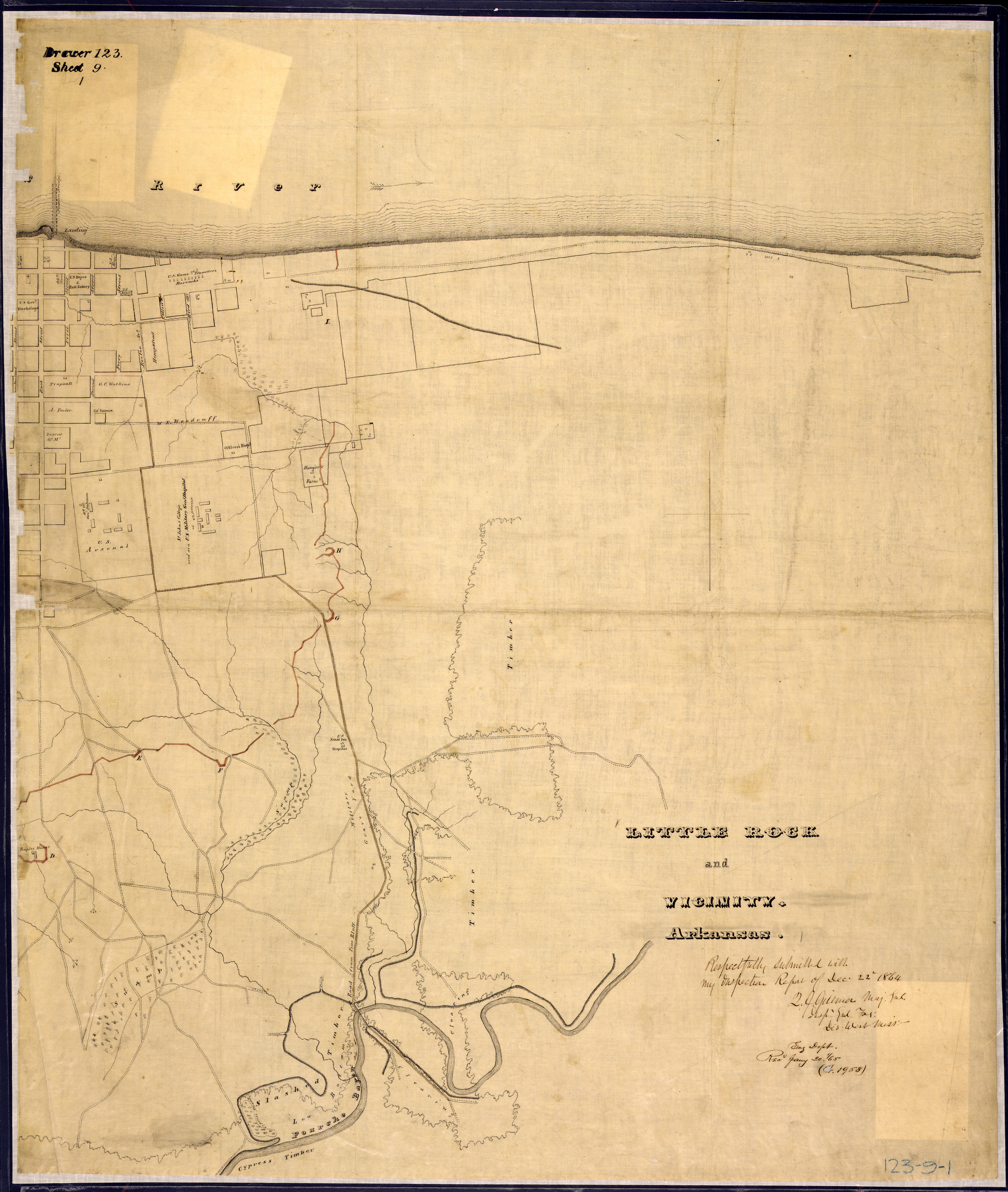
Carte représentant Little Rock et le bayou Fourche en 1864.

La bataille de Bayou Fourche est un épisode de la guerre de Sécession qui se déroula le 10 septembre 1863 sur les lieux du bayou Fourche et de la ville de Little Rock, dans l'Arkansas. C'est une victoire de l'armée de l'Union sur celle de l'armée des États confédérés.

## Contexte
La bataille de Bayou Fourche s'inscrit dans le Théâtre Trans-Mississippi de la guerre de Sécession qui fut le principal théâtre d'opérations terrestres et navales de la guerre de Sécession à l'ouest du fleuve Mississippi, à l'exclusion des États et Territoires bordant l'océan Pacifique, qui forment le Théâtre de la côte pacifique de la guerre de Sécession.

## Déroulement
Cette bataille fait partie de la campagne militaire lancée par le major général Frederick Steele, commandant l'armée de l'Arkansas, le 1er août 1863 à Little Rock de part et d'autre du bayou Fourche.
Le 10 septembre 1863, la cavalerie des États-Unis se lance à l'assaut des forces ennemies des États confédérés d'Amérique. Au même moment, l'artillerie américaine, postée sur l'autre rive de la rivière Arkansas, entre en action et bombarde les troupes confédérées.
Le général Sterling Price, commandant l'armée des États confédérés bat en retraite et se replie vers la ville d'Arkadelphia.